# Distretto di Keskin
Il distretto di Keskin (in turco Keskin ilçesi) è uno dei distretti della provincia di Kırıkkale, in Turchia.